# Тендрівське
Тендрівське (до 2016 року — Комуна) — село в Україні, у Бехтерській сільській громаді Скадовського району Херсонської області. Населення становить 275 осіб.
24 лютого 2022 року село тимчасово окуповане російськими військами під час російсько-української війни.

## Населення
Згідно з переписом УРСР 1989 року чисельність наявного населення села становила 230 осіб, з яких 108 чоловіків та 122 жінки.
За переписом населення України 2001 року в селі мешкали 273 особи.

### Мова
Розподіл населення за рідною мовою за даними перепису 2001 року:
| Мова       | Відсоток |
| ---------- | -------- |
| українська | 72,36 %  |
| російська  | 2,91 %   |
| інші       | 24,73 %  |